# Irma Rapuzzi
Irma Rapuzzi (Cadolive, 12 aprile 1910 – Marsiglia, 4 aprile 2018) è stata una politica francese.

## Biografia
Nata in Provenza da una famiglia di minatori di origine lombarda, il padre morì nel 1914 in battaglia durante la prima guerra mondiale e sua madre morì l'anno dopo: rimasta orfana, venne cresciuta da sua zia. 
Tra le due guerre entrò nella Sezione Francese dell'Internazionale Operaia e nel dopoguerra diventò sindacalista della Confédération générale du travail.
Nel 1947 divenne consigliere comunale a Marsiglia. Nel 1967 divenne consigliera generale e poi vicesindaca della città.
Nel 1955 venne eletta per la prima volta al Consiglio della Repubblica (poi sostituito nel 1958 dal Senato francese) come rappresentante delle Bocche del Rodano; venne poi rieletta per cinque volte fino al 1980 anche dopo la nascita del Partito Socialista. Al Senato ha fatto parte della commissione delle finanze dal 1957 al 1988 e della commissione legislativa dal 1977 al 1980.
Durante la sua carriera politica sostenne il sindaco di Marsiglia, candidato alle presidenziali del 1969 e ministro Gaston Defferre. 
Era madrina dell'ex deputata Sylvie Andrieux.
Morì a Marsiglia il 4 aprile 2018.